# Keude Matang Panyang
Keude Matang Panyang is een bestuurslaag in het regentschap Aceh Utara van de provincie Atjeh, Indonesië. Keude Matang Panyang telt 128 inwoners (volkstelling 2010).